# Schizopera (Schizopera) nana
Schizopera (Schizopera) nana is een eenoogkreeftjessoort uit de familie van de Miraciidae. De wetenschappelijke naam van de soort is voor het eerst geldig gepubliceerd in 1955 door Noodt.